# Sweet Home 3
《Sweet Home 3》，為Netflix於2024年7月19日上线公开的韓國驚悚劇集，也是《Sweet Home》系列劇集最終季，改編自金坎比和黃英璨共同創作並連載於Webtoon的同名人氣網路漫畫，由《太陽的後裔》、《孤單又燦爛的神—鬼怪》的李應福導演執導。

## 演員陣容

### 主要人物
| 演員   | 角色   | 介紹 |
| 宋江   | 車賢秀 | 1410號房住客。 因為遭遇校園霸凌又遇到父母、妹妹車禍死亡，他而成為足不出戶的「蟄居族」孤身一人生活，在公寓怪物危機發生後，為拯救1210號房鄰居一對失去父親的年幼姐弟，開始出門和鄰居們並肩作戰。感染後靠著強大意志力不變異，是成功的特殊感染者，身體可以自行復原。 |
| 李陣郁 | 邊尚昱 | 從外地為了朋友委託復仇進入社區，是一名有嚴重燒傷傷疤，長相粗獷的男性，年紀32歲，力量強大且擅長近身格鬥，十分重情義，個性本沉默寡言拒人千里，在和住戶相處後改變，與看護朴宥莉互有好感。後被鄭毅銘（實為徐伊景的未婚夫南相原）奪走身體。後死亡。                  |
| 李施昤 | 徐伊景 | 502號房住客。本劇原創角色。 特種部隊出身的前消防員，擅長格鬥與槍械，具有正義感，多次在社區危險中扮演重要角色。未婚夫南相原為醫生，於婚禮前失蹤，疑似是特殊感染者。生下孩子後，被孩子變成半人類半怪物。後死亡。                                                  |
| 高旻示 | 李恩宥 | 李恩赫的妹妹。 父母雙亡，熱愛跳芭蕾舞，卻因為腳踝受傷而不得不放棄跳舞。雖然經常說風涼話甚至用手勢罵人，但還是很關心哥哥和身邊的鄰居，喜歡車賢秀並曾隱誨告白。                                                                                                   |
| 李到晛 | 李恩赫 | 李恩宥的哥哥。 後來為了協助綠之家居民逃離，自願犧牲留下在倒塌的公寓中，生死未卜。後來化為繭重生，失去原有感情但保有記憶，自稱新人類族群。 |
| 劉五性 | 卓仁煥 | 烏鴉部隊上士，為保護人民免受怪物襲擊而設立的特種部隊領導者。負責消滅威脅人類的怪物，但不殺對人類無害的怪物。後變成怪物。 |
| 金武烈 | 金英厚 | 烏鴉部隊中士，海軍特戰戰團出身。現為烏鴉部隊的二把手，與卓上士一同保護倖存者們。 |
| 振永   | 朴燦榮 | 烏鴉部隊二等兵，負責運輸倖存者。對李恩宥的行為感到好奇而跟隨她。 |
| 吳正世 | 任博士 | 為解開人類怪物化的秘密而進行各種研究，並通過一系列實驗來研發疫苗。後死亡。 |

### 其他人物
| 演員                    | 角色   | 介紹 |
| 金是兒 （童年：奇昭侑） | 徐伊秀 | 南相原與徐伊景女兒，因南相原怪物化基因擁有非凡超能力的神秘女孩，約2～3歲但因變異長成12～13歲外貌，並擁有嬰兒時的記憶，能和怪物溝通，後和怪物化成為綠色液體怪物的金英秀相伴。 |
| 金新綠                  | 池班長 | 倖存者的領導者，會帶少數人外出修補圍牆。後為守護怪物化兒子自我隔離。 |
| 楊惠智                  | 鄭藝瑟 | 池班長的女兒，喜歡朴燦榮。 |
| 崔賢珍                  | 鄭鉉宇 | 池班長的兒子。 |
| 尹世雅                  | 善伙   | 有作畫習慣，喜歡神父。 |
| 玄奉植                  | 王浩相 | 持有槍械及主張殺害一切怪物的一名男子，帶著哈妮一起生活。怪物化具症狀初期靠著自我意識自殺而亡。                                                                               |
| 蔡元彬                  | 哈妮   | 跟隨王浩相生活的一名女子，喜歡朴燦榮。 |
| 鄭錫元                  | 閔瑞鎮 | 烏鴉部隊中士，誓言要找回隊員崔容錫。後死亡。 |
| 陸俊書                  | 方珍虎 | 烏鴉部隊下士，負責電子探測設備。 |
| 許南俊                  | 姜石燦 | 烏鴉部隊下士，回栗島與金中士一組搜尋隊員崔容錫。為了輸血給金英厚而死亡。 |
| 鄭鍾賢                  | 鄭鍾炫 | 烏鴉部隊下士，回栗島與閔中士一組搜尋隊員崔容錫。後死亡。 |
| 鄭東勳                  | 李東俊 | 烏鴉部隊下士。 |
| 金正宇                  | 神父   | 找人參加告解會減低精神壓力以防累積心病而變成怪物，喜歡善伙。 |
| 金智安                  | 子姸   | 躲在衣櫃裡且有怪物化具症狀的女孩。任博士實驗的特殊感染者之一，畏懼鄭毅銘（南相原）但有著自己的想法。                                                                         |
| 洪秀珠                  | 珍兒   | 崔容錫女友，幫神父找人來告解會。 |

## 製作
2022年6月15日，Netflix官方正式宣布續訂《Sweet Home》第二季、第三季，除第一季的宋江、李陣郁、李施昤、高旻示、朴圭瑛確定出演外，劉五性、吳正世、金武烈、振永等人也將以全新角色加入。第二季和第三季將以背靠背形式同時拍攝。

## 外部連結
- 在Netflix上觀看《Sweet Home 3》
- Daum上《Sweet Home 3》的資料